# Malo Selce
Malo Selce je naselje u Hrvatskoj u sastavu općine Skrada. Nalazi se u Primorsko-goranskoj županiji.

## Zemljopis
Sjeverozapadno je Tusti Vrh, sjeveroistočno je Sleme Skradsko i Gornja Dobra, istočno-sjeveroistočno je Brezje Dobransko, istočno je Pećišće, jugoistočno su Resnatac, Gramalj i Divjake, južno je Hribac, jugozapadno su Vražji prolaz i Zeleni vir i Veliko Selce, zapadno je Skrad.

## Stanovništvo
| broj stanovnika | 45    | 26    | 40    | 46    | 39    | 42    | 45    | 67    | 63    | 63    | 61    | 55    | 47    | 32    | 21    | 12    | 11    |
|                 | 1857. | 1869. | 1880. | 1890. | 1900. | 1910. | 1921. | 1931. | 1948. | 1953. | 1961. | 1971. | 1981. | 1991. | 2001. | 2011. | 2021. |